# Desmond Ferguson
Desmond Terrell Ferguson (Lansing, 22 luglio 1977) è un ex cestista statunitense, professionista nella NBA, in Europa e in Sudamerica.

## Palmarès

### Squadra
- Coppa di Bulgaria: 1

CSKA Sofia: 2005

### Individuale
- 2 volte All-CBA First Team  (2007, 2008)
- Miglior tiratore da tre punti CBA (2007)
- PBL All-Playoff Team (2009)